# Juan de Dios Prados López
Juan de Dios Prados (Alacant, 12 de juny de 1986) és un futbolista valencià, que ocupa la posició de migcampista. Ha estat internacional espanyol en categoria sub-21.
Format al planter del Reial Betis, debuta amb el primer equip en un encontre de la Copa de la UEFA, disputat el 6 de desembre de 2005 contra l'Anderlecht. Eixa temporada també debutaria en lliga.
A l'any següent es consolida al primer planter bètic, tot disputant 22 partits i marcant un gol, mentre que la temporada 08/09 no hi comptaria amb tants minuts.